# Ванеева, Полина Георгиевна
Поли́на Гео́ргиевна Ване́ева (4 января 1925, Свердловск — 20 октября 2002, Калуга) — советская актриса театра и кино. Народная артистка РСФСР.

## Биография
Окончила Свердловский театральный институт (1949). Ученица В. Я. Мотыля. Дебютировала в качестве профессиональной актрисы в Ирбитском театре драмы (роль Кати Татариновой в спектакле «Два капитана»).
С 1959 года актриса Калужского драматического театра.
Театральные роли:
- Катя Татаринова
- Гермиона[1]

- Валя
- Нила Снежко
- Счастливцева
- Огудалова
- Мать
- Чебоксарова
- Хозяйка «Каменного гнезда»
- Эухенья
- Раневская

С 1973 по 1975 год депутат городского Совета Калуги. В 1981 году избиралась председателем Калужского отделения Всероссийского театрального общества.
Снялась в двух фильмах — «Тело» (1990) и «Сказка о купеческой дочери и таинственном цветке» (1991).
Заслуженная артистка РСФСР (23 октября 1963), Народная артистка РСФСР (5 марта 1977)
20 ноября 1985 года награждена Почётной грамотой Президиума Верховного Совета РСФСР.
Муж — театральный актёр Игорь Сергеевич Кашаев.
С 1995 года на пенсии. Скончалась 20 октября 2002 года. Похоронена в Калуге на Пятницком кладбище.

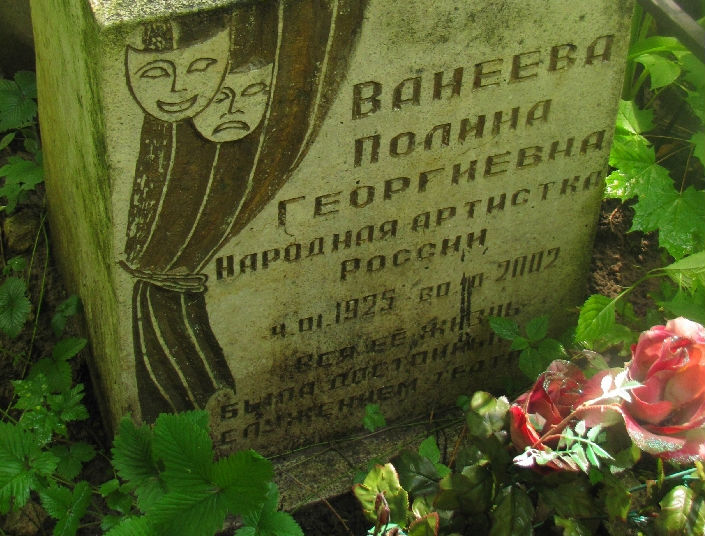
Могила актрисы на Пятницком кладбище Калуги

## Память
На стене дома (улица Кирова, д. 23а), в котором жила актриса, установлена мемориальная мраморная плита.
В 2017 году инициативная группа выступила с предложением назвать в честь Ванеевой одну из улиц Калуги.